# Барен, Лия
Лия Барен (англ. Lia Baren), настоящее имя Лисса Барен (англ. Lissa Baren, род. 11 июля 1964, Калифорния) — американская порноактриса, лауреатка премии AVN Awards.

## Биография
Родилась 11 июля 1964 года в Калифорнии. В порноиндустрии дебютировала в 1992 году, в возрасте около 28 лет.
Снималась для таких студий, как Elegant Angel, Evil Angel, Exquisite, Plum Productions, Vid Tech Films и других.
В 1994 году получила премию AVN Awards в номинации «лучшая групповая лесбийская сцена, видео» за роль в Buttslammers 2 вместе с Селесте, Фелесией, Сидни Сент-Джеймс и Тианной. В 2007 году получила AVN Awards в категории «лучшая групповая сцена» за Fashionistas Safado: The Challenge.
Ушла из индустрии в 2006 году, снявшись в 41 фильме.

## Награды и номинации
- 1994 AVN Awards — лучшая групповая лесбийская сцена: видео, за Buttslammers 2[6] (1993) — победа
- 2005 Honor — AVN’s Top 10 Bitchin' All-Girl Sex Scenes, за Buttslammers 2 (1993)
- 2007 AVN Awards — лучшая групповая сцена: видео[7], за Fashionistas Safado: The Challenge — победа